# 皂角井站
皂角井站是贵阳轨道交通3号线的地铁车站，位于中华人民共和国贵州省贵阳市南明区花溪大道与青桐路交叉口，于2023年12月16日开通。

## 车站结构
皂角井站沿花溪大道南北向设置，車站長270.9米，寬18.3米，为地下二层岛式站台车站，地下一层为站厅层，地下二层为站台层。
| 地面              | 出入口 | A1、A2、B、C出入口 |
| 地下一层          | 站厅   | 客服中心、自动售票机、验票机 |
| 地下二层          | 站台   | \| \| \| █ 3号线往洛湾（太慈橋） \| \| 島式 · 開左邊车门 \| \| \| \| \| \| █ 3号线往桐木岭（省委党校）（四方河（省中醫院）） \| |
|                   |        | █ 3号线往洛湾（太慈橋） |
| 島式 · 開左邊车门 |        | |
|                   |        | █ 3号线往桐木岭（省委党校）（四方河（省中醫院））                                                                               |

## 车站出口
皂角井站共设4个出口，各出口及周围设施如下所示：
| 编号                    | 出入口信息                                     | 照片 | 无障碍设施 |
| ----------------------- | ---------------------------------------------- | ---- | ---------- |
| A · 1 · 出口 · （设有） | 花溪大道、皂角井路、贵阳市建材质量监督检验站   |      |            |
| A · 2 · 出口 · （设有） | 花溪大道、青桐路、北京市朝阳区小学（贵阳分校） |      |            |
| B · 出口                | 花溪大道、湘雅小学                             |      | 不適用     |
| C · 出口                | 花溪大道、贵阳市公安局花溪大道警务站           |      | 不適用     |
| 图例： 设有             |                                                |      |            |

## 接驳交通

### 公交车
- 轨道皂角井站：5路、41路、81路、82路、202路、203路、207路、239路、248路、688路、4635路、4637路、B9路、B292路、B292路快車、K248路、支207路、支211路

## 车站历史
本站建设时期工程名为皂角井站，开通前正式確定維持原站名。
- 2023年12月16日，车站随3号线一期工程通车开通[2]。